# Coupe du Maghreb des vainqueurs de coupe 1971-1972
Navigation
Édition précédente Édition suivante
La Coupe du Maghreb des vainqueurs de coupe 1971-1972 est la troisième édition de la Coupe du Maghreb des vainqueurs de coupe, qui se déroule entre les 17 et 19 décembre 1971, à Alger.
La compétition est réservée aux vainqueurs de coupes nationales du Maroc, de Tunisie, et d'Algérie ; la Libye ne participe pas à cette édition. C'est le Club africain, tenant du titre, qui la remplace. L'ES Tunis, finaliste de la Coupe de Tunisie, remplace le CS Sfax qui à la suite de son doublé coupe-championnat, préfère participer à la Coupe du Maghreb des clubs champions 1971-1972. La compétition se joue sous forme de matchs à élimination directe, mettant aux prises quatre clubs, qui s'affrontent à Alger. 
C'est le club algérien du MC Alger qui remporte la compétition en battant en finale les Tunisiens du Club africain, sur le score de 1 but à 0.

## Équipes participantes
- Mouloudia Club d'Alger  - Vainqueur de la Coupe d'Algérie 1971
- FAR de Rabat  - Vainqueur de la Coupe du Maroc 1971
- Club africain  - Vainqueur de la Coupe des coupes du Maghreb 1971
- Espérance sportive de Tunis  - Finaliste de la Coupe de Tunisie 1971

## Compétition

### Demi-finales
| Date        | Équipe 1        | Résultat | Équipe 2     |
| ----------- | --------------- | -------- | ------------ |
| 17 décembre | Club africain T | 1 - 0    | FAR de Rabat |
| 17 décembre | MC Alger        | 3 - 0    | ES Tunis     |

- CA - FAR
  - Buteur : Hassen Bayou (  38e)
  - CA : Sadok Sassi, Ahmed Zitouni, Taoufik Klibi, Ezzedine Belhassine, Jalloul Chaoua, Mohsen Toujani, Abderrahmane Rahmouni, Hassen Bayou, Tahar Chaïbi (puis Mohamed Mensi), Tahar Zidi (puis Salah Chaoua) (entraîneur : Skander Medelgi).
  - FAR : Allal Benkassou, Abdallah Lamrani, Haloui, Moulay Driss (puis Malaga), Khalifa Bakhti, Moulay, Abdelkader (puis Lahrech), Brahim, Hattab, Driss Bamous, Maouhoub Ghazouani (entraïneur : José Barinaga)
- MCA - EST
  - Buteurs : Hassen Tahir (  8e), Kochbati (  16e (csc)) et Hamid Tahir (  35e)
  - MCA : Abdennour Kaoua, Sadok Amrous, Zenir Abdelwahab, Saoud Mekideche, Ali Bencheikh (puis Mohammed Azzouz), Bouzid Mahiouz, Bachi Zoubir, Bachta Anouar (puis Lanjrit), Omar Betrouni, Hassen Tahir, Hamid Tahir (entraîneur : Ali Benfadah)
  - EST : Mokhtar Gabsi (puis Kamel Azzouz), Abdelkader Ben Sayel, Mohamed Habib Kochbati, Fethi Ouakaa, Ridha Akacha, Abdelkrim Bouchoucha, Taoufik Labidi, Larbi Chtioui (puis Mohamed Torkhani), Abdelaziz Ben Frej, El Kamel Ben Abdelaziz, Abdelmajid Ben Mrad (entraîneur : Vladimir Mirka) .

### Match pour la3eplace
| Date        | Équipe 1     | Résultat | Équipe 2 |
| ----------- | ------------ | -------- | -------- |
| 19 décembre | FAR de Rabat | 4 - 2    | ES Tunis |

- Arbitres: Bakir, Khelifi et Mami (Algérie).
- Buteurs: Driss Bamous (  7e), Mohamed Ismaili Hattab (  55e), (  63e) et (  68e) pour les FAR et El Kamel Ben Abdelaziz (  13e) , Abdelaziz Ben Frej (  81e) pour l'EST.
- FAR : Zitouni, Malaga, Haloui, Abdallah Lamrani, Khalifa Bakhti, Moulay Driss, Abdelkader (puis Ammar), Brahim, Hattab, Driss Bamous, Maouhoub Ghazouani
- EST : Kamel Azzouz, Larbi Gueblaoui, Fethi Ouakaa, Mohamed Habib Kochbati, Ahmed Hammami (puis Moncef Tlemceni), Abdelkrim Bouchoucha, Ali Babou (puis Abdelaziz Ben Frej), Larbi Chtioui, Mohamed Torkhani, El Kamel Ben Abdelaziz, Abdelmajid Ben Mrad

### Finale
| Date        | Équipe 1 | Résultat | Équipe 2        |
| ----------- | -------- | -------- | --------------- |
| 19 décembre | MC Alger | 1 - 0    | Club africain T |

- Arbitre : Boukili (Maroc)
- Buteur :Hassen Tahir (  85e)
- MCA : Abdennour Kaoua, Sadok Amrous, Mohammed Azzouz, Bouzid Mahiouz, Saoud Mekideche, Zenir Abdelwahab, Omar Betrouni, Bachi Zoubir, Hassen Tahir, Bachta Anouar, Hamid Tahir
- CA : Sadok Sassi, Ahmed Zitouni, Taoufik Klibi, Mohsen Toujani, Jalloul Chaoua, Ezzedine Belhassine, Tahar Chaïbi,Abderrahmane Rahmouni, Hassen Bayou, Abderrahmane Nasri, Tahar Zidi.

## Vainqueur
| Coupe du Maghreb des vainqueurs de coupe Vainqueur 1972 |
| ------------------------------------------------------- |
| Mouloudia Club d'Alger Premier titre                    |

## Meilleurs buteurs
| Rang | Joueur                 | Club          | Buts |
| ---- | ---------------------- | ------------- | ---- |
| 1    | Mohamed Ismaili Hattab | FAR de Rabat  | 3    |
| 2    | Hassen Tahir           | MC Alger      | 2    |
| 3    | Hamid Tahir            | MC Alger      | 1    |
| -    | Hassen Bayou           | Club africain | 1    |
| -    | Driss Bamous           | FAR de Rabat  | 1    |
| -    | El Kamel Ben Abdelaziz | ES Tunis      | 1    |
| -    | Abdelaziz Ben Frej     | ES Tunis      | 1    |

## Source
- Rsssf.com